# Годсон, Джон Авраам
Джон Авраам Годсон (англ. и пол. John Abraham Godson,  при рождении Годсон Чикама Оньеквере англ. Godson Chikama Onyekwere; род. 25 ноября 1970, Умуахиа, Нигерия) — польский политик, учитель, евангельский пастор и активист местного самоуправления. Депутат Сейма Республики Польша 6-го и 7-го созывов, в 2013-2014 годах заместитель председателя партии «Польша вместе».

## Биография
Происходит из нигерийского народа игбо. В 1993 году переехал в Польшу, а в 2001 году получил польское гражданство.
Окончил агрономический факультет Государственного университета Абиа в Нигерии, факультет международных отношений Высшей школы международных отношений в Лодзи и получил докторскую степень Варшавского университета (факультет журналистики и политических наук).
Работал старшим преподавателем в Щецинском политехническом институте (1993–1997) и Университете Адама Мицкевича в Познани (1997–1998). Читает выездные лекции в различных школах в Польше и за рубежом. Возглавляет Африканский институт в Польше.
Он был пастором харизматической польской Церкви Бога во Христе и организовал миссию паломников в Лодзи. С 2008 года пастырской деятельностью не занимается.
21 января 2004 года стал членом «Гражданской платформы». В 2008 году он был избран в совет самоуправления Лодзи, став в нем первым темнокожим депутатом. В 2010 году был переизбран, а после назначения Анны Здановской на пост Президента Лодзи занял ее место в Сейме по партийному списку «Гражданской платформы», став и там первым чернокожим депутатом.
Был переизбран на парламентских выборах 2011 года. 27 августа 2013 г. покинул «Гражданскую платформу» и ее фракцию в парламенте. В декабре 2013 года стал соучредителем новообразованной партии «Польша вместе» и занял пост ее заместителя. В январе 2014 года основал фонд «Христианское гражданское движение». На выборах 2014 года в Европарламент он был лидером лодзинского списка и получил 7882 голоса, но партия не преодолела избирательный барьер. 26 июня он ушел с поста зампреда партии, а через день был исключен из нее после голосования за вотум недоверия правительству Дональда Туска. В начале февраля 2015 года стал членом парламентского клуба Польской народной партии. В 2015 году он не был переизбран.
В феврале 2021 года объявил о своем намерении участвовать в парламентских выборах в Нигерии 2023 года.